# Rio Gârbova (Trotuş)
O Rio Gârbova é um rio da Romênia, afluente do Trotuş, localizado no distrito de Bacău.